# Hedingen
Hedingen is een gemeente en plaats in het Zwitserse kanton Zürich, en maakt deel uit van het district Affoltern.
Hedingen telt 3330 inwoners (2007).

## Geboren
- Heinrich Suter (1848-1922), Zwitsers wiskundig historicus en wetenschapshistoricus
- Robert Wettstein (1863-1917), kunstschilder
- Rolf Maurer (1938-2019), wielrenner

## Overleden
- Rolf Maurer (1938-2019), wielrenner